# Мюллер, Рихард (музыкант)
Рихард Мюллер (нем. Richard Müller; 25 февраля 1830, Лейпциг — 1 октября 1904, Лейпциг) — немецкий хоровой дирижёр и композитор. Сын Кристиана Готлиба Мюллера.
Учился в Школе Святого Фомы и пел в её знаменитом хоре. В 1849 г. выступил инициатором создания, наряду с Хором Святого Фомы, хорового общества школьников (самоуправляемого и на добровольной основе) и стал его первым директором. В 1850 г., окончив школу, поступил в Лейпцигский университет, где изучал теологию. С 1855 г. преподавал пение в различных учебных заведениях Лейпцига, в том числе в 1861—1878 гг. в Школе Святого Фомы. Одновременно вплоть до 1893 года продолжал руководить хоровым коллективом, который из объединения старшеклассников постепенно развился в студенческий хор «Арион» с разнообразной активностью, включая ежегодные певческие фестивали. Среди прочего Мюллер внёс вклад в популяризацию в Лейпциге творчества Рихарда Вагнера, который долгие годы не мог похвастаться признанием в своём родном городе. В 1889 году по случаю 40-летия хора король Саксонии Альберт присвоил Мюллеру звание профессора. В разное время Мюллер также возглавлял различные другие хоровые коллективы, в том числе Лейпцигскую певческую академию (1883—1893). Мюллеру принадлежат различные хоровые и вокальные сочинения, он также составил и опубликовал собрание сочинений Иоганнеса Дюрнера для мужского хора (1890).